# حریر شریعت‌زاده
حریر شریعت‌زاده (متولد ۱۱ خرداد ۱۳۵۶، تهران) نوازندهٔ ایرانی‌ست. او همسر سالار عقیلی است. سازهای تخصصی او، پیانو و دف هستند.

## زندگی
وی از پنج سالگی پیانو را شروع نمود. از کلاس اول راهنمایی تا دوم دبیرستان با اساتیدی چون جواد معروفی، خانم جواهری و خانم فخری ملک پور آموزش دید. سبک استاد محجوبی را فرا گرفت و از آن پس با این سبک ادامه داد. از خانم پریسا ردیف‌های آوازی را فرا گرفت. وی همچنین در دانشگاه سراسری رشته تغذیه تحصیل نمود و سپس در دانشگاه، تحصیلات موسیقی را هم پشت سر گذاشته‌است. وی یک خواهر و دو برادر دارد. یک برادر و یک خواهر او در آلمان زندگی می‌کنند و برادر دوم ساکن تهران است. پدربزرگ مادری او سیرجانی‌تبار بوده و صدای خوشی داشته‌است. برادری که در ایران زندگی می‌کند به عنوان پزشک کار می‌کند اما تار را نزد استادانی همچون حمید متبسم و ارشد طهماسبی آموخته‌است.

### ازدواج با سالار عقیلی
حریر شریعت زاده دربارهٔ آغاز آشنایی خود با سالار عقیلی می‌گوید:
«در جشنواره موسیقی فجر در سال ۱۳۷۳ با او آشنا شدم. با مادرم به عنوان تماشاچی به جشنواره رفته بودم. ساعات زیادی را در آنجا گذرانده بودیم. اعلام شد که گروه حوزهٔ هنری برنامه دارد. ما خسته بودیم. از مادرم خواستم که برویم. از جا بلند شدیم و در حال حرکت به بیرون از سالن بودیم. هنوز از سالن خارج نشده بودیم که گروه حوزهٔ هنری کار خود را آغاز کرد. صدای سالار سالن را پر کرد. ما در جای خود متوقف شدیم. صدای او تمام سالن را حیرت‌زده کرده بود. او جوانی ۱۶ – ۱۷ ساله و ناشناخته بود و این به حیرت جمع می‌افزود. من که ردیف‌های آوازی را نزد خانم پریسا تمام کرده بودم و با سبک‌ها آشنا بودم به مادرم گفتم فکر می‌کنم این خواننده از شاگردان آقای تعریف است. مادرم با تعجب پرسید من از کجا می‌توانم این را بدانم. گفتم از شیوهٔ خواندن او می‌فهمم. تا آنتراکت صبر کردیم و بعد با او صحبت کردیم. به این شکل آشنایی ما شروع شد. پس از آشنایی بیشتر، همکاری هنری خود را آغاز کردیم. با هم کارهای مختلفی با پیانو انجام دادیم. تا اینکه در سال ۱۳۷۹ با هم ازدواج کردیم.»

## آثار
- نوازندگی پیانو در آلبوم بوی باران با خوانندگی محمدرضا شجریان
- نوازندگی پیانو در آلبوم مایه ناز با خوانندگی سالار عقیلی